# Enrique Lynch del Solar
Enrique Lynch del Solar (Quillota; 1863 - Santiago de Chile, Chile; 1936) fue un artista chileno, pintor de retratos, marinas y paisajes. Siguió sus estudios de pintura en la École des Beaux-Arts de París, en Francia; a su regreso a Chile llegó al cargo de director del Palacio de Bellas Artes.

## Biografía
En 1882, mientras cursaba el segundo año de leyes, decidió viajar por Europa junto a su padre el contralmirante Luis Lynch, hijo de la acaudalada familia argentina-irlandesa de Estanislao Lynch Roo, quien había sido designado en posta como agregado diplomático en París.
Decidió ponerse bajo la tutela educativa del artista francés Diogène Maillart, tomando inicialmente clases de dibujo en los talleres de París del École des Beaux-Arts.
A la muerte de su padre, regresó a Chile en 1884 e ingresó a la sección de Bellas Artes de la Universidad de Chile donde fue alumno de Cosme San Martín. En 1886, volvió a Europa, esta vez becado por el gobierno chileno, e ingresó a la Academia Gervex -  Humbert y a la Escuela de Bellas Artes. 
Expuso en el Salón de París de 1890 y regresó definitivamente al país en 1891, llegando a ser director del Palacio de Bellas Artes, desde 1897 hasta 1918.
Desde sus cargos emprendió una ardua labor en defensa de las artes junto al maestro Virginio Arias y don Alberto Mackenna. Fue el responsable del traslado y ubicación de las obras al palacio de Bellas Artes inaugurado en 1910 en el Parque Forestal. Con motivo de la inauguración del Palacio de Bellas Artes en 1910, le correspondió organizar junto al Consejo de Bellas Artes que dirigía el Museo, la "Exposición Internacional de Bellas Artes".